# 祖魯法則
祖魯法則（The Zulu Principle），證券投資指導原則，說明『集中投資的重要性，精通整個投資天地沒有好處，專注於一個比較小的領域，變得比較專精則有用多了』。作者吉姆·史萊特（Jim Slater）的靈感來自於1879年大英帝國與南非祖魯王國之間的殖民地戰爭——祖魯戰爭。祖魯族的士兵僅用傳統冷兵器（長矛、盾牌……）竟讓擁有船堅炮利的精銳英軍大敗而回，最後英軍以損失1700人的代價才打贏祖魯戰爭。
1992年吉姆·史萊特（Jim Slater）撰寫《祖魯法則》，教人如何在股市大舉獲利，他認為投資股市應該像祖魯人一樣鎖定相當狹隘領域，縮小投資範圍，並能從中獲利的方法。
史萊特於「祖魯法則」中主要強調在投資市場向來居於弱勢的散戶，必須學習祖魯族一樣，集中火力在自己選定的利基專門領域，這樣才能發揮優勢，並進而打敗法人大戶，賺取超額報酬。選股方法就是強調「聚焦」及重壓「小型股」的策略，尋找獲利上升的中小型公司，以及本益比和成長預測皆超出平均水準的股票，經由經驗累積與修正後發展出他的選股準則──祖魯法則。
史萊特巧妙融合股市與分析，說明買進：
1. 小型積極成長股；
2. 轉機股與景氣循環股；
3. 借殼上市股；
4. 資產股；
5. 領導股。

的寶貴選股標準。他也探討很多和投資有關的其他重要因素，例如作帳花招、投資組合管理、國外股市以及投資人和營業員的關係。

## 選股標準
史萊特最早的選股標準見於1960年代為《週日電訊報》（Sunday Telegraph）撰寫的第一篇專欄，發表文章所採用的筆名是「資本家」（Capitablist）。在1992年《祖魯法則》一書發行時，史萊特已經對內容作了部份的更新修訂。
1. 過去五年裡，至少有四年每股盈餘持續成長。
2. 和成長率相比，本益比不高。
3. 董事長的聲明必須樂觀。
4. 強勁的流動性與現金流量、低債務。
5. 公司有競爭優勢。
6. 有轉機或有題材。
7. 低總市值（股本小）。
8. 股價相對強度高。
9. 股利率不低。
10. 合理的資金部位。
11. 經營階層持股比重高。

## 內部連結
- 祖魯戰爭
- 本益成長比（PEG）